# Nygrundet
Nygrundet är en ö i Finland. Den ligger i Bottenviken och i kommunen Larsmo i den ekonomiska regionen  Jakobstadsregionen i landskapet Österbotten, i den nordvästra delen av landet. Ön ligger omkring 84 kilometer nordöst om Vasa och omkring 410 kilometer norr om Helsingfors.
Öns area är 1,2 hektar och dess största längd är 150 meter i nord-sydlig riktning.